# Наблюдение на морски бозайници
Наблюдението на морски бозайници е човешка дейност, свързана с тяхното откриване в естествените им хабитати. Наблюденията се извършват с научна, образователна и/или развлекателна цел.
Първото известно наблюдение на морски бозайник е от 400 г. пр. н. е., когато Аристотел описва, че делфините раждат малки, които се хранят с мляко от майката. Съвременната научна, изследователска и образователна дейност започва да се развива след средата на 1940-те години, когато студенти от Океанографския институт „Скрипс“ (Scripps Institution of Oceanography) излизат да наблюдават сив кит.
Идентифицирането на морските бозайници в открити води, може да бъде голямо предизвикателство. Дори при идеални условия, наблюдателят често вижда само кратък плясък, водна струя, гръбна перка, глава, плавник или част от гърба на животното, често от значително разстояние. Ситуацията често се усложнява от сурови метеорологични условия, отблясъци от водната повърхност, мъгла и други явления. Много от видовете си приличат, особено при частични и кратки наблюдения.